# Alimdżan Idrisi
Alimdżan Idrisi, ros. Алимджан Идриси (ur. 1 maja 1887 w Pietropawłowsku, zm. 1959) – panturkista, emigracyjny wykładowca akademicki, wydawca i publicysta, dyplomata, współpracownik niemieckiego ministerstwa spraw zagranicznych w okresie międzywojennym i II wojnie światowej.
W 1912 r. ukończył studia na uniwersytecie w Stambule. Pracował jako nauczyciel w Orenburgu. Jednocześnie publikował artykuły w prasie tatarskojęzycznej. W 1913 r. wyjechał do Lozanny, a następnie do Liège, gdzie wykładał filozofię na tamtejszych uniwersytetach. W latach 1914–1915 współredagował w Stambule pismo „Türk Jurdu”, publikując w nim artykuły dotyczące języka tatarskiego, kultury tatarskiej i historii Tatarów. W 1915 r. wyjechał do Niemiec, gdzie podjął współpracę z ministerstwem spraw zagranicznych. Jednocześnie w latach 1916–1922 pełnił funkcję imama obozu jenieckiego dla wojskowych-muzułmanów w Wunstorfie. Od 1922 r. do 1924 r. był oficjalnym przedstawicielem Bucharskiej Ludowej Republiki Radzieckiej w Niemczech. Był jednocześnie jednym z organizatorów i przywódców Stowarzyszenia Pomocy Rosyjskich Studentów Muzułmańskich i Muzułmańskiego Stowarzyszenia Szacunku do Allaha. W latach 1929–1930 studiował filozofię na uniwersytecie w Berlinie. Od 1934 r. był naukowym konsultantem ministerstwa spraw zagranicznych III Rzeszy, zaś od 1939 r. pracował w ministerstwie propagandy Josepha Goebbelsa, w którym stał na czele arabskiej i tureckiej redakcji radiowej. Dostał zadanie przetłumaczenia na język perski „Mein Kampf” Adolfa Hitlera. W 1940 r. otrzymał obywatelstwo niemieckie. Wspierał od strony propagandowej formowanie oddziałów wojskowych w służbie niemieckiej złożonych z sowieckich muzułmanów. Od sierpnia 1944 r. uczył w SS-Mullah-Schule. Po zakończeniu wojny zamieszkał w Egipcie, będąc tłumaczem na dworze króla Faruka I. Po obaleniu monarchii w 1952 r., wyjechał do Arabii Saudyjskiej.